# Escape (альбом Journey)
Escape (иногда пишется E5C4P3) — седьмой студийный альбом группы Journey, выпущенный 31 июля 1981 года. С четырьмя хитами в Billboard Hot 100 («Don’t Stop Believin'» (№ 9), «Who’s Crying Now» (№ 4), «Still They Ride» (№ 19) и «Open Arms» (№ 2) и такими хитами рок-радио, как «Stone in Love», «Escape» и «Mother, Father», Escape стал наиболее популярным альбомом Journey на тот момент и остаётся их самой известной и высокооцениваемой работой по сей день.

## История создания
Escape стал первым альбомом группы вместе с клавишником Джонатаном Кейном, который заменил предыдущего, Грега Роли, после того, как тот покинул группу в конце 1980 года. Альбом был спродюсирован Кевином Элсоном и бывшим инженером Queen Майком Стоуном.
Диск был сертифицирован как девять раз платиновый.
Альбом достиг первой позиции в чарте Billboard 200 в сентябре 1981 года.
Видеоигра для Atari 2600, Journey Escape, была сделана по мотивам альбома.

## Список композиций
Все композиции написали Нил Шон, Стив Перри и Джонатан Кейн, за исключением отмеченных.
1. «Don’t Stop Believin’» — 4:10
2. «Stone in Love» — 4:25
3. «Who’s Crying Now» — 5:01 (Cain, Perry)
4. «Keep on Runnin'» — 3:39
5. «Still They Ride» — 3:49
6. «Escape» — 5:16
7. «Lay It Down» — 4:13
8. «Dead or Alive» — 3:20
9. «Mother, Father» — 5:28 (M. Schon, N. Schon, Perry, Cain)
10. «Open Arms» — 3:18 (Cain, Perry)
11. «La Raza del Sol» — 3:26 (Cain, Perry) *
12. «Don’t Stop Believing» (live) — 4:19 *
13. «Who’s Crying Now» (live) — 5:43 (Cain, Perry) *
14. «Open Arms» (live) — 3:22 (Cain, Perry) *

- Треки, помеченные *, были включены только в ре-релиз 2006 года.

## Участники записи
- Neal Schon — гитара, бэк-вокал
- Steve Perry — вокал
- Steve Smith — ударные и перкуссия
- Jonathan Cain — клавишные, бэк-вокал
- Ross Valory — бас-гитара, бэк-вокал

## Чарты

### Альбом
Billboard Music Charts (North America)
| Год  | Чарт              | Позиция |
| ---- | ----------------- | ------- |
| 1981 | The Billboard 200 | 1       |
| 1983 | The Billboard 200 | 139     |
| 1984 | The Billboard 200 | 156     |

UK Album Chart
| Год  | Чарт        | Позиция |
| ---- | ----------- | ------- |
| 1982 | Album Chart | 32      |

### Синглы
Billboard Music Charts (North America)
| Год  | Сингл                | Чарт               | Позиция |
| ---- | -------------------- | ------------------ | ------- |
| 1981 | Don’t Stop Believin' | Mainstream Rock    | 8       |
| 1981 | Don’t Stop Believin' | Pop Singles        | 9       |
| 1981 | Stone in Love        | Mainstream Rock    | 13      |
| 1981 | Who’s Crying Now     | Mainstream Rock    | 4       |
| 1981 | Who’s Crying Now     | Pop Singles        | 4       |
| 1982 | Open Arms            | Pop Singles        | 2       |
| 1982 | Open Arms            | Adult Contemporary | 7       |
| 1982 | Open Arms            | Mainstream Rock    | 35      |
| 1982 | Still They Ride      | Pop Singles        | 19      |
| 1982 | Still They Ride      | Adult Contemporary | 37      |
| 1982 | Still They Ride      | Mainstream Rock    | 47      |